# Latvalampi (sjö i Finland, Lappland, lat 66,07, long 27,60)
Latvalampi är en sjö i Finland. Den ligger i kommunen Posio i landskapet Lappland, i den norra delen av landet, 700 km norr om huvudstaden Helsingfors. Latvalampi ligger 242,3 meter över havet. Arean är 23,8 hektar och strandlinjen är 2,23 kilometer lång. Sjön  ingår i Simo älvs huvudavrinningsområde. 